# 유엔 안전 보장 이사회 결의 제2371호

유엔 안전 보장 이사회 결의 제2371호는 2017년 8월 5일 유엔 안보리에서 15개 이사국 만장일치로 채택되었다. 2017년 7월 화성 14호 시험발사에 대한 비군사적 제재결의로서, 북한의 모든 석탄 수출을 금지했다.

## 역사
2006년 북한 1차 핵실험 이래, 6번째의 북한에 대한 무역제재이다.
2017년 7월, 북한은 화성 14호를 2회 발사했다. 이는 국제법 위반이다. 이번 결의에서 안보리는 북한의 ICBM 2회 시험발사가, 현재 국제법으로 유효한, 유엔 안보리 결의 1718 (2006), 1874 (2009), 2087 (2013), 2094 (2013), 2270 (2016), 2321 (2016), 2356 (2017)를 위반했다고 확인했다.
유엔헌장 제7장 제39조에 따라, 유엔 회원국이 국제법을 위반한 경우, 유엔 안보리가 그 국제법 위반여부의 확인판결을 하며, 그 위반에 대한 형사처벌판결을 한다. 국제법상 국가에 대한 형사처벌은 없지만, 그와 비슷한 유엔헌장 제7장에 따른 제재조치를 취한다. 제7장의 제재조치는 제41조 비군사적 제재조치와 제42조 군사적 제재조치가 있으며, 보통은 제41조 비군사적 제재조치를 취하는 것이 관행이다. 안보리 상임이사국 5개국의 만장일치와, 추가로 비상임이사국 4개국의 동의가 필요하다.
새로운 제재로 석탄, 철, 납, 해산물의 전세계에 대한 수출이 금지되었다. 대략 10억 달러(1조원) 규모로서, 한 해 외화벌이의 1/3에 해당한다.

## 위반사례
2018년 1월, 유엔 안보리 결의 제2371호를 위반하여, 북한산 석탄이 러시아산 석탄으로 서류가 위조되어 한국과 일본에 수출되고 있다고 보도되었다. 북한과 러시아는 즉각 반발했다.

## 같이 보기
- 동방경제포럼
- 유엔 안전 보장 이사회 결의